# Moonshine in the Trunk
Moonshine in the Trunk é o décimo primeiro álbum de estúdio do artista country norte-americano Brad Paisley. Foi lançado em 25 de agosto de 2014, pela Arista Nashville.

## Posição nas tabelas
O álbum estreou no topo da Country Albuns Chart e da UK Country Albuns Chart, além de ter atingido a segunda posição no Canadá e na Billboard 200. Também apareceu nas tabelas da Austrália, Noruega e Suíça. 